# Élections législatives de 2017 dans les Pyrénées-Orientales
Les élections législatives françaises de 2017 se déroulent les 11 et 18 juin 2017. Dans le département des Pyrénées-Orientales, quatre députés sont à élire dans le cadre de quatre circonscriptions.

## Élus
| Circonscription                                 | Député sortant                               | Parti | Parti | Député élu ou réélu | Parti | Parti |
| ----------------------------------------------- | -------------------------------------------- | ----- | ----- | ------------------- | ----- | ----- |
| 1re                                             | Jacques Cresta*                              |       | PS    | Romain Grau         |       | LREM  |
| 2e                                              | Fernand Siré                                 |       | LR    | Louis Aliot         |       | FN    |
| 3e                                              | Robert Olive* suppléant de Ségolène Neuville |       | PS    | Laurence Gayte      |       | LREM  |
| 4e                                              | Pierre Aylagas*                              |       | PS    | Sébastien Cazenove  |       | LREM  |
| * député sortant ne se représentant pas en 2017 |                                              |       |       |                     |       |       |

## Rappel des résultats départementaux des élections de 2012
| Parti          | Parti                                           | Premier tour | Premier tour | Second tour | Second tour | Sièges |  |
| Parti          | Parti                                           | Voix         | %            | Voix        | %           | Sièges |  |
| -------------- | ----------------------------------------------- | ------------ | ------------ | ----------- | ----------- | ------ |  |
|                | Parti socialiste                                | 55 707       | 28,19        | 80 657      | 41,82       | 2      |  |
|                | Divers gauche dont MRC                          | 10 380       | 5,25         | 17 098      | 8,87        | 1      |  |
|                | Europe Écologie Les Verts                       | 4 441        | 2,25         |             |             | 0      |  |
|                | Majorité présidentielle                         | 70 528       | 35,69        | 97 755      | 50,69       | 3      |  |
|                |                                                 |              |              |             |             |        |  |
|                | Union pour un mouvement populaire               | 55 992       | 28,33        | 85 840      | 44,51       | 1      |  |
|                | Divers droite dont DLR, PCD                     | 344          | 0,17         |             |             | 0      |  |
|                | Droite parlementaire                            | 56 336       | 28,51        | 85 840      | 44,51       | 1      |  |
|                |                                                 |              |              |             |             |        |  |
|                | Front national                                  | 41 480       | 20,99        | 9 251       | 4,80        | 0      |  |
|                | Front de gauche                                 | 20 553       | 10,40        |             |             | 0      |  |
|                | Mouvement démocrate                             | 3 336        | 1,69         | 0           |             |        |  |
|                | Divers écologiste dont LT-LNÉ, AÉI, Cap21 et GÉ | 2 962        | 1,50         | 0           |             |        |  |
|                | Extrême gauche dont LO et NPA                   | 1 657        | 0,8          | 0           |             |        |  |
|                | Divers                                          | 594          | 0,30         | 0           |             |        |  |
|                | Extrême droite                                  | 171          | 0,09         | 0           |             |        |  |
|                |                                                 |              |              |             |             |        |  |
| Inscrits       | Inscrits                                        | 329 163      | 100,00       | 329 067     | 100,00      | 4      |  |
| Abstentions    | Abstentions                                     | 128 201      | 38,95        | 127 973     | 38,89       |        |  |
| Votants        | Votants                                         | 200 962      | 61,05        | 201 094     | 61,11       |        |  |
| Blancs et nuls | Blancs et nuls                                  | 3 345        | 1,66         | 8 248       | 4,1         |        |  |
| Exprimés       | Exprimés                                        | 197 617      | 98,34        | 192 846     | 95,9        |        |  |

## Résultats de l'élection présidentielle de 2017 par circonscription
| Circonscription | 1er tour | 1er tour | 1er tour | 1er tour  |         | 2d tour | 2d tour |
| Circonscription | Macron   | Le Pen   | Fillon   | Mélenchon | Macron  | Le Pen  |         |
| --------------- | -------- | -------- | -------- | --------- | ------- | ------- | ------- |
| Circonscription |          |          |          |           |         |         |         |
| 1re             | 19,55 %  | 27,90 %  | 18,36 %  | 21,43 %   | 56,28 % | 43,72 % |         |
| 2e              | 17,32 %  | 34,20 %  | 17,28 %  | 19,24 %   | 48,04 % | 51,96 % |         |
| 3e              | 18,52 %  | 27,55 %  | 16,77 %  | 22,75 %   | 55,41 % | 44,59 % |         |
| 4e              | 18,77 %  | 29,55 %  | 16,64 %  | 21,46 %   | 53,23 % | 46,77 % |         |

## Résultats

### Résultats à l'échelle du département
|                                                         |                           |                           |                           |                          |                          |
|                                                         |                           | Premier tour 11 juin 2017 | Premier tour 11 juin 2017 | Second tour 18 juin 2017 | Second tour 18 juin 2017 |
|                                                         |                           |                           |                           |                          |                          |
|                                                         |                           | Nombre                    | % des inscrits            | Nombre                   | % des inscrits           |
| Inscrits                                                | Inscrits                  | 347 761                   | 100,00                    | 347 745                  | 100,00                   |
| Abstentions                                             | Abstentions               | 176 931                   | 50,88                     | 195 288                  | 56,16                    |
| Votants                                                 | Votants                   | 170 830                   | 49,12                     | 152 457                  | 43,84                    |
|                                                         |                           |                           | % des votants             |                          | % des votants            |
| Bulletins blancs                                        | Bulletins blancs          | 3 097                     | 1,81                      | 11 203                   | 7,35                     |
| Bulletins nuls                                          | Bulletins nuls            | 1 434                     | 0,84                      | 5 546                    | 3,64                     |
| Suffrages exprimés                                      | Suffrages exprimés        | 166 299                   | 97,35                     | 135 708                  | 89,01                    |
|                                                         |                           |                           |                           |                          |                          |
| Étiquette politique                                     | Étiquette politique       | Voix                      | % des exprimés            | Voix                     | % des exprimés           |
|                                                         |                           |                           |                           |                          |                          |
|                                                         | Front national            | 38 058                    | 22,89                     | 60 269                   | 44,41                    |
|                                                         | La République en marche   | 33 214                    | 19,97                     | 55 414                   | 40,83                    |
|                                                         | Les Républicains          | 25 024                    | 15,05                     |                          |                          |
|                                                         | La France insoumise       | 19 230                    | 11,56                     |                          |                          |
|                                                         | Mouvement démocrate       | 13 456                    | 8,09                      | 20 025                   | 14,76                    |
|                                                         | Parti socialiste          | 11 986                    | 7,21                      |                          |                          |
|                                                         | Parti communiste français | 7 684                     | 4,62                      |                          |                          |
|                                                         | Régionaliste              | 5 900                     | 3,55                      |                          |                          |
|                                                         | Divers                    | 4 076                     | 2,45                      |                          |                          |
|                                                         | Écologiste                | 2 580                     | 1,55                      |                          |                          |
|                                                         | Divers gauche             | 1 941                     | 1,17                      |                          |                          |
|                                                         | Debout la France          | 1 742                     | 1,05                      |                          |                          |
|                                                         | Extrême gauche            | 1 234                     | 0,74                      |                          |                          |
|                                                         | Divers droite             | 174                       | 0,10                      |                          |                          |
| Source : Ministère de l'Intérieur - Pyrénées-Orientales |                           |                           |                           |                          |                          |

### Résultats par circonscription

#### Première circonscription
Député sortant : Jacques Cresta (Parti socialiste).
|                                                                                      |                                                                            |                           |                           |                          |                          |
|                                                                                      |                                                                            | Premier tour 11 juin 2017 | Premier tour 11 juin 2017 | Second tour 18 juin 2017 | Second tour 18 juin 2017 |
|                                                                                      |                                                                            |                           |                           |                          |                          |
|                                                                                      |                                                                            | Nombre                    | % des inscrits            | Nombre                   | % des inscrits           |
| Inscrits                                                                             | Inscrits                                                                   | 70 970                    | 100,00                    | 70 972                   | 100,00                   |
| Abstentions                                                                          | Abstentions                                                                | 37 600                    | 52,98                     | 42 116                   | 59,34                    |
| Votants                                                                              | Votants                                                                    | 33 370                    | 47,02                     | 28 856                   | 40,66                    |
|                                                                                      |                                                                            |                           | % des votants             |                          | % des votants            |
| Bulletins blancs                                                                     | Bulletins blancs                                                           | 487                       | 1,46                      | 1 980                    | 6,86                     |
| Bulletins nuls                                                                       | Bulletins nuls                                                             | 274                       | 0,82                      | 1 149                    | 3,98                     |
| Suffrages exprimés                                                                   | Suffrages exprimés                                                         | 32 609                    | 97,72                     | 25 727                   | 89,16                    |
|                                                                                      |                                                                            |                           |                           |                          |                          |
| Candidat Étiquette politique (partis et alliances)                                   | Candidat Étiquette politique (partis et alliances)                         | Voix                      | % des exprimés            | Voix                     | % des exprimés           |
|                                                                                      |                                                                            |                           |                           |                          |                          |
|                                                                                      | Romain Grau La République en marche                                        | 10 354                    | 31,75                     | 14 720                   | 57,22                    |
|                                                                                      | Alexandre Bolo Front national                                              | 6 606                     | 20,26                     | 11 007                   | 42,78                    |
|                                                                                      | Daniel Mach Les Républicains                                               | 6 312                     | 19,36                     |                          |                          |
|                                                                                      | Alain Mih La France insoumise                                              | 3 771                     | 11,56                     |                          |                          |
|                                                                                      | Jean Codognès Divers gauche (Europe Écologie Les Verts - Parti socialiste) | 1 867                     | 5,73                      |                          |                          |
|                                                                                      | Françoise Fiter Parti communiste français                                  | 1 402                     | 4,30                      |                          |                          |
|                                                                                      | Fabienne Meyer Régionaliste (Oui au Pays catalan)                          | 957                       | 2,93                      |                          |                          |
|                                                                                      | Philippe Symphorien Debout la France                                       | 398                       | 1,22                      |                          |                          |
|                                                                                      | Emmanuel Cousty Parti animaliste                                           | 373                       | 1,14                      |                          |                          |
|                                                                                      | Pascale Advenard Lutte ouvrière                                            | 246                       | 0,75                      |                          |                          |
|                                                                                      | Nicolas Perez Divers (Union populaire républicaine)                        | 181                       | 0,56                      |                          |                          |
|                                                                                      | Lionel Monaco Divers gauche                                                | 74                        | 0,23                      |                          |                          |
|                                                                                      | Anthony Rhighi Divers (Parti égalité et justice)                           | 68                        | 0,21                      |                          |                          |
| Source : Ministère de l'Intérieur - Première circonscription des Pyrénées-Orientales |                                                                            |                           |                           |                          |                          |

#### Deuxième circonscription
Député sortant : Fernand Siré (Les Républicains).
|                                                                                      |                                                                                 |                           |                           |                          |                          |
|                                                                                      |                                                                                 | Premier tour 11 juin 2017 | Premier tour 11 juin 2017 | Second tour 18 juin 2017 | Second tour 18 juin 2017 |
|                                                                                      |                                                                                 |                           |                           |                          |                          |
|                                                                                      |                                                                                 | Nombre                    | % des inscrits            | Nombre                   | % des inscrits           |
| Inscrits                                                                             | Inscrits                                                                        | 96 638                    | 100,00                    | 96 636                   | 100,00                   |
| Abstentions                                                                          | Abstentions                                                                     | 49 118                    | 50,83                     | 52 528                   | 54,36                    |
| Votants                                                                              | Votants                                                                         | 47 520                    | 49,17                     | 44 108                   | 45,64                    |
|                                                                                      |                                                                                 |                           | % des votants             |                          | % des votants            |
| Bulletins blancs                                                                     | Bulletins blancs                                                                | 913                       | 1,92                      | 2 414                    | 5,47                     |
| Bulletins nuls                                                                       | Bulletins nuls                                                                  | 388                       | 0,82                      | 1 192                    | 2,70                     |
| Suffrages exprimés                                                                   | Suffrages exprimés                                                              | 46 219                    | 97,26                     | 40 502                   | 91,82                    |
|                                                                                      |                                                                                 |                           |                           |                          |                          |
| Candidat Étiquette politique (partis et alliances)                                   | Candidat Étiquette politique (partis et alliances)                              | Voix                      | % des exprimés            | Voix                     | % des exprimés           |
|                                                                                      |                                                                                 |                           |                           |                          |                          |
|                                                                                      | Louis Aliot Front national                                                      | 14 237                    | 30,80                     | 20 477                   | 50,56                    |
|                                                                                      | Christine Espert Mouvement démocrate (La République en marche)                  | 13 456                    | 29,11                     | 20 025                   | 49,44                    |
|                                                                                      | Fernand Siré (député sortant) Les Républicains                                  | 6 145                     | 13,30                     |                          |                          |
|                                                                                      | Catherine David La France insoumise                                             | 4 563                     | 9,87                      |                          |                          |
|                                                                                      | Marie-Pierre Sadourny Parti socialiste                                          | 2 168                     | 4,69                      |                          |                          |
|                                                                                      | Pascal Egido Parti communiste français                                          | 1 514                     | 3,28                      |                          |                          |
|                                                                                      | Alexis Abat Régionaliste (Oui au Pays catalan)                                  | 1 147                     | 2,48                      |                          |                          |
|                                                                                      | Dominique Labis Écologiste (Confédération pour l'homme, l'animal et la planète) | 497                       | 1,08                      |                          |                          |
|                                                                                      | Solange Rodier Debout la France                                                 | 493                       | 1,07                      |                          |                          |
|                                                                                      | Bérengère Batailler Écologiste (Mouvement citoyen)                              | 461                       | 1,00                      |                          |                          |
|                                                                                      | Michel Roig Divers (Union des démocrates et indépendants)                       | 449                       | 0,97                      |                          |                          |
|                                                                                      | Laurent Perrié Régionaliste (Résistencia)                                       | 425                       | 0,92                      |                          |                          |
|                                                                                      | Liberto Plana Lutte ouvrière                                                    | 363                       | 0,79                      |                          |                          |
|                                                                                      | Patrick Ramirez Divers (Union populaire républicaine)                           | 301                       | 0,65                      |                          |                          |
| Source : Ministère de l'Intérieur - Deuxième circonscription des Pyrénées-Orientales |                                                                                 |                           |                           |                          |                          |

#### Troisième circonscription
Député sortant : Robert Olive (Parti socialiste).
|                                                                                       |                                                         |                           |                           |                          |                          |
|                                                                                       |                                                         | Premier tour 11 juin 2017 | Premier tour 11 juin 2017 | Second tour 18 juin 2017 | Second tour 18 juin 2017 |
|                                                                                       |                                                         |                           |                           |                          |                          |
|                                                                                       |                                                         | Nombre                    | % des inscrits            | Nombre                   | % des inscrits           |
| Inscrits                                                                              | Inscrits                                                | 83 053                    | 100,00                    | 83 038                   | 100,00                   |
| Abstentions                                                                           | Abstentions                                             | 42 120                    | 50,71                     | 46 917                   | 56,50                    |
| Votants                                                                               | Votants                                                 | 40 933                    | 49,29                     | 36 121                   | 43,50                    |
|                                                                                       |                                                         |                           | % des votants             |                          | % des votants            |
| Bulletins blancs                                                                      | Bulletins blancs                                        | 797                       | 1,95                      | 3 364                    | 9,31                     |
| Bulletins nuls                                                                        | Bulletins nuls                                          | 356                       | 0,87                      | 1 563                    | 4,33                     |
| Suffrages exprimés                                                                    | Suffrages exprimés                                      | 39 780                    | 97,18                     | 31 194                   | 86,36                    |
|                                                                                       |                                                         |                           |                           |                          |                          |
| Candidat Étiquette politique (partis et alliances)                                    | Candidat Étiquette politique (partis et alliances)      | Voix                      | % des exprimés            | Voix                     | % des exprimés           |
|                                                                                       |                                                         |                           |                           |                          |                          |
|                                                                                       | Laurence Gayte La République en marche                  | 9 029                     | 22,70                     | 18 501                   | 59,31                    |
|                                                                                       | Sandrine Dogor Front national                           | 7 669                     | 19,28                     | 12 693                   | 40,69                    |
|                                                                                       | Ségolène Neuville Parti socialiste                      | 6 238                     | 15,68                     |                          |                          |
|                                                                                       | Philippe Assens La France insoumise                     | 5 784                     | 14,54                     |                          |                          |
|                                                                                       | Danièle Pagès Les Républicains                          | 5 238                     | 13,17                     |                          |                          |
|                                                                                       | Mireille Bossy Divers                                   | 1 765                     | 4,44                      |                          |                          |
|                                                                                       | Catherine Barrère Régionaliste (Oui au Pays catalan)    | 1 504                     | 3,78                      |                          |                          |
|                                                                                       | Léa Tyteca Parti communiste français                    | 1 123                     | 2,82                      |                          |                          |
|                                                                                       | Roland Scaramozzino Écologiste                          | 470                       | 1,18                      |                          |                          |
|                                                                                       | Patricia Roget Debout la France                         | 413                       | 1,04                      |                          |                          |
|                                                                                       | Anna-Maria Urroz Lutte ouvrière                         | 280                       | 0,70                      |                          |                          |
|                                                                                       | Blandine Urbanski Divers (Union populaire républicaine) | 267                       | 0,67                      |                          |                          |
| Source : Ministère de l'Intérieur - Troisième circonscription des Pyrénées-Orientales |                                                         |                           |                           |                          |                          |

#### Quatrième circonscription
Député sortant : Pierre Aylagas (Parti socialiste).
|                                                                                       |                                                    |                           |                           |                          |                          |
|                                                                                       |                                                    | Premier tour 11 juin 2017 | Premier tour 11 juin 2017 | Second tour 18 juin 2017 | Second tour 18 juin 2017 |
|                                                                                       |                                                    |                           |                           |                          |                          |
|                                                                                       |                                                    | Nombre                    | % des inscrits            | Nombre                   | % des inscrits           |
| Inscrits                                                                              | Inscrits                                           | 97 100                    | 100,00                    | 97 099                   | 100,00                   |
| Abstentions                                                                           | Abstentions                                        | 48 093                    | 49,53                     | 53 727                   | 55,33                    |
| Votants                                                                               | Votants                                            | 49 007                    | 50,47                     | 43 372                   | 44,67                    |
|                                                                                       |                                                    |                           | % des votants             |                          | % des votants            |
| Bulletins blancs                                                                      | Bulletins blancs                                   | 900                       | 1,84                      | 3 445                    | 7,94                     |
| Bulletins nuls                                                                        | Bulletins nuls                                     | 416                       | 0,85                      | 1 642                    | 3,79                     |
| Suffrages exprimés                                                                    | Suffrages exprimés                                 | 47 691                    | 97,31                     | 38 285                   | 88,27                    |
|                                                                                       |                                                    |                           |                           |                          |                          |
| Candidat Étiquette politique (partis et alliances)                                    | Candidat Étiquette politique (partis et alliances) | Voix                      | % des exprimés            | Voix                     | % des exprimés           |
|                                                                                       |                                                    |                           |                           |                          |                          |
|                                                                                       | Sébastien Cazenove La République en marche         | 13 831                    | 29,00                     | 22 193                   | 57,97                    |
|                                                                                       | Stéphane Massanell Front national                  | 9 546                     | 20,02                     | 16 092                   | 42,03                    |
|                                                                                       | Jacqueline Irles Les Républicains                  | 7 329                     | 15,37                     |                          |                          |
|                                                                                       | Dominique Guérin La France insoumise               | 5 112                     | 10,72                     |                          |                          |
|                                                                                       | Nicolas Garcia Parti communiste français           | 3 645                     | 7,64                      |                          |                          |
|                                                                                       | Alexandre Reynal Parti socialiste                  | 3 580                     | 7,51                      |                          |                          |
|                                                                                       | Jordi Vera Régionaliste (Oui au Pays catalan)      | 1 867                     | 3,91                      |                          |                          |
|                                                                                       | Franck Huette Europe Écologie Les Verts            | 1 152                     | 2,42                      |                          |                          |
|                                                                                       | Gisèle Mouragues Debout la France                  | 438                       | 0,92                      |                          |                          |
|                                                                                       | Daniel Aillaud Divers (Parti du vote blanc)        | 429                       | 0,90                      |                          |                          |
|                                                                                       | Esther Silan Lutte ouvrière                        | 345                       | 0,72                      |                          |                          |
|                                                                                       | Carole Percy Divers (Union populaire républicaine) | 243                       | 0,51                      |                          |                          |
|                                                                                       | Michèle Vadureau-Perez Divers droite               | 174                       | 0,36                      |                          |                          |
| Source : Ministère de l'Intérieur - Quatrième circonscription des Pyrénées-Orientales |                                                    |                           |                           |                          |                          |